# قاول (جحانة)

تعديل مصدري - تعديل

قاول هي إحدى قرى عزلة مسور بمديرية جحانة التابعة لمحافظة صنعاء، بلغ تعداد سكانها 1017 نسمة حسب تعداد اليمن لعام 2004.